# Shikamaru Nara
Shikamaru Nara (奈良 シカマル?, Nara Shikamaru) è un personaggio della serie anime e manga Naruto, scritto e disegnato dal mangaka Masashi Kishimoto. Fa parte del team di Asuma Sarutobi insieme a Ino e Choji. Il nome della squadra richiama anche la combinazione di carte del gioco giapponese Hanafuda denominata appunto Ino-Shika-Cho (Cinghiale-Cervo-Farfalla) che vale 5 punti. Nella squadra Shikamaru rappresenta il cervo, animale che viene protetto in un bosco privato accessibile solo dalla famiglia Nara. Diverse riviste specializzate in anime e manga hanno espresso critiche positive sul personaggio apprezzando la sua personalità e il suo sviluppo durante la serie. Nella classifica della rivista giapponese Shōnen Jump, Shikamaru ha sempre raggiunto i primi posti della Top 10, arrivando anche terzo, quarto o quinto.

## Il personaggio

### Creazione e sviluppo
Masashi Kishimoto ha rivelato di preferire il personaggio di Shikamaru proprio per il suo carattere, in contrasto a quello di Naruto e di Sasuke. Durante il design della seconda serie, Kishimoto ha deciso di lasciare l'aspetto di Shikamaru quasi invariato: il personaggio, infatti, mantiene il coprifronte sul braccio e porta sempre la stessa pettinatura. Non è un caso che il Clan Nara sia in amicizia con i cervi. Infatti "Shika" significa cervo (鹿), e "-maru" (丸) è un suffisso comunemente usato nei nomi maschili. Il suo cognome, Nara, proviene dalla prefettura di Nara in Giappone, e il parco di Nara è famoso per i cervi le cui corna sono usate per produrre medicine. L'epoca Nara fu anche l'era in cui il buddismo fu introdotto in Giappone; diversi monasteri buddisti identificarono nel cervo il loro protettore, e resero la caccia al cervo illegale nella prefettura. Con Ino (da inoshishi 猪, che significa "cinghiale") e Choji (chō 蝶 significa "farfalla"), il nome di Shikamaru forma la combinazione "Ino-shika-chō" del gioco Hanafuda.

### Frase del personaggio
Shikamaru, come Naruto, ha una propria frase che ripete più volte durante la serie e ha "caratterizzato" il personaggio. Tale frase è Mendokusai (めんどくさい?), traducibile in: "problematico". Questa frase, a differenza di quella usata da Naruto, è stata mantenuta anche nel doppiaggio italiano, dove è stata tradotta con "che seccatura".

### Personalità

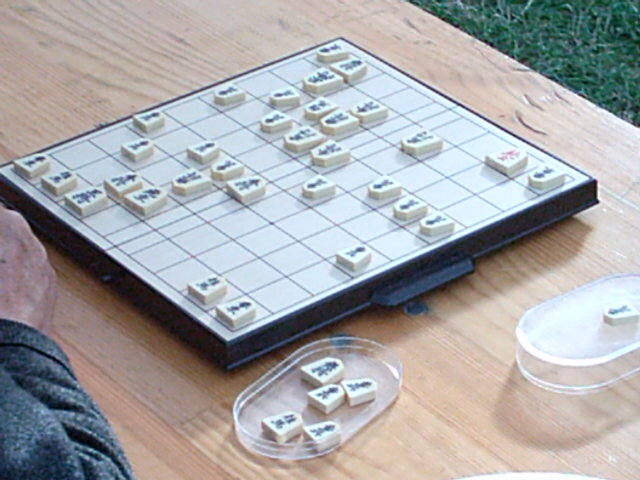
Lo Shōgi, il gioco preferito di Shikamaru.

Shikamaru è una persona che non si entusiasma molto facilmente e preferisce schiacciare un pisolino piuttosto che divertirsi. Gli piacciono i giochi di intelligenza, in cui di solito si dilettano i vecchi, come lo Shōgi. Ma quando il dovere chiama, Shikamaru assume un forte senso di protezione nei confronti dei suoi compagni sebbene all'inizio, per sua stessa testimonianza, dice di mancare di coraggio.
Col passare del tempo, diventa una persona sempre più responsabile nei confronti dei suoi amici, come quando decide di rimanere indietro a fronteggiare i ninja del suono solo per permettere a Naruto di raggiungere Sasuke.
Shikamaru è molto maschilista e non ha molta simpatia per il gentil sesso; una dimostrazione ci viene dalle discussioni con sua madre Yoshino durante la vita di ogni giorno. Nonostante ciò, ha espresso l'interesse di sposarsi e di avere due figli.
Il ragazzo è molto legato a Choji Akimichi, suo compagno di team e migliore amico dai tempi dell'infanzia. Il loro rapporto, è basato su una profonda stima e senso protezione reciproco.
Il Nara è anche affezionato a Kurenai, che è la compagna di Asuma. Quando scopre che la donna aspetta un figlio dal suo maestro, promette di difenderla ad ogni costo.
Inoltre, Shikamaru ha stretto un rapporto di amicizia quasi fraterno, con la sua compagna di team Ino Yamanaka. Non a caso, Shikamaru Choji e Ino formano il trio di seconda generazione Ino-Shika-Cho, proprio come i loro genitori. Nutre molta fiducia in Naruto Uzumaki (soprattutto nella seconda serie). Ma il ragazzo è molto legato anche alla ninja di Suna, Temari. All'inizio non mostra un particolare interesse nei confronti della ragazza, poiché sua rivale in battaglia. Ironia della sorte, a causa di una serie di eventi che spingono i due ad incontrarsi spesso, cominciano ad instaurare un particolare rapporto di amicizia basato soprattutto sulla stima reciproca. Shikamaru ha addirittura paragonato la ragazza a sua madre, dopo aver notato una certa somiglianza caratteriale. I due finiranno poi con lo sposarsi. Shikamaru, dopo la morte di Asuma, ha fumato le sigarette rimaste del suo maestro in sua memoria, per poi smettere dopo aver sconfitto Hidan, portando a termine la sua vendetta (nell'anime è stato deciso di non far fumare Shikamaru e le sigarette sono state sostituite dall'accendino di Asuma).
Sakura afferma nell'anime, in una conversazione con Sai, che durante gli esami di selezione dei chunin, anche il daimyo rimase impressionato dalla sua intelligenza e gli offrì la possibilità di diventare uno dei Dodici Guardiani Ninja del Tempio del Fuoco, anche se poi ha rifiutato la proposta in quanto afferma che tutte le persone che vuole proteggere si trovano al Villaggio della Foglia.

## Storia
Shikamaru è l'unico figlio di Shikaku Nara e di Yoshino Nara, allievo di Asuma Sarutobi e compagno di squadra di Ino Yamanaka e Choji Akimichi, quest'ultimo suo migliore amico da quando erano bambini.
Dopo aver affrontato alcune missioni insieme ai suoi compagni, Shikamaru partecipa agli esami di selezione dei chunin. Successivamente, durante la seconda prova, arriva in aiuto di Sakura durante lo scontro con i ninja del suono. Nei preliminari della terza prova, Shikamaru mostra per la prima volta le sue abilità da ninja sconfiggendo Kin Tsuchi. In questo modo si qualifica per l'ultima prova, nella quale viene sorteggiato contro Temari.
Dopo aver condotto un sudato ma brillante scontro, decide di ritirarsi perché troppo stanco di combattere. La vittoria, va dunque alla sua avversaria.
In questo scontro però, viene messa in evidenza la grande intelligenza di Shikamaru, soprattutto per quanto riguarda lo studio dell'ambiente circostante e dei piani per imprigionare l'avversario nella propria tecnica. Infatti, viene promosso ugualmente chunin proprio grazie alle sue grandi doti strategiche.
Quando Sasuke tenta di abbandonare la Foglia, Shikamaru forma una squadra di ninja con l'obiettivo di fermare l'Uchiha ed impedirgli di unire le forze con il nemico di Konoha, Orochimaru. Shikamaru è costretto a fronteggiarsi con Tayuya che sconfiggerà insieme a Temari, corsa in suo aiuto.
Ma la missione fallirà comunque, in quanto Sasuke riesce a raggiungere il Sannin dopo aver sconfitto Naruto. A causa del fallimento della sua prima missione, decide di smettere di fare il ninja ma, dopo essere stato zittito prima da Temari e poi da suo padre, quando Tsunade e Shizune comunicano che Choji e Neji sono fuori pericolo afferma che la prossima missione la completerà alla perfezione.
Nella seconda serie, Shikamaru è ancora un Chunin, ma ha appreso parecchie altre tecniche con l'ombra, inclusa la Cucitura d'Ombra. Lo si rivede all'inizio della serie impegnato ad organizzare gli esami di selezione dei Chunin, assieme a Temari in veste di messaggera di Suna. In un episodio, la ragazza gli dice che potrebbe diventare Jonin, se solo s'impegnasse di più. Si unisce in seguito ad una squadra composta dal suo maestro Asuma, Izumo e Kotetsu per fermare Hidan e Kakuzu, due membri di Alba. Durante lo scontro assiste impotente alla morte del suo maestro per mano di Hidan. Deciso a vendicarlo, Shikamaru parte con Ino, Choji e Kakashi per fermare i membri di Alba e nello scontro che segue riesce a sconfiggere Hidan da solo, vendicando Asuma.
In seguito, dopo la morte di Jiraiya, aiuta a decifrare il codice lasciato da quest'ultimo sulla schiena di Fukusaku, insieme a Shiho e Naruto. Successivamente il Villaggio della Foglia verrà attaccato da Pain e durante gli scontri si romperà una gamba.
Durante la quarta guerra mondiale dei ninja, Shikamaru fa parte della Quarta divisione (reparto combattimento a lunga distanza) insieme al suo amico Choji e a Temari. Gli viene assegnato il grado di vice generale e viene inviato come rinforzo alla Prima divisione di Darui. In questa occasione aiuta quest'ultimo a sconfiggere e sigillare Kinkaku, e poi riesce a sconfiggere il suo maestro Asuma, riportato in vita tramite la Tecnica della Resurrezione, insieme a Ino, Choji e una squadra alleata.
Successivamente, si reca assieme al resto dell'alleanza sul campo di battaglia principale dove stanno combattendo Kakashi, Gai, Naruto e Killer Bee contro Madara e Obito Uchiha. Quest'ultimo diviene poi la forza portante del dieci code, gettando l'intera alleanza nel panico. Dopo l'improvvisa e dolorosa perdita del padre sul campo di battaglia, Shikamaru è costretto a prendere in mano le redini della situazione per elaborare le strategie di combattimento più opportune. Dopo aver subito una ferita mortale, viene salvato da Naruto grazie al chakra della volpe a nove code.
In questa circostanza, Shikamaru rivela che non è ancora giunta la sua ora, poiché deve diventare il braccio destro di Naruto quando sarà Hokage. Insieme agli altri ninja, viene catapultato nello "tsukuyomi infinito": Shikamaru immagina Asuma assieme a Kurenai e al figlioletto, Shikaku discutere con sua madre Yoshino, e Temari a fianco a lui mentre approva la sua idea, ovvero, che il matrimonio è una cosa complicata. Come tutti gli altri, verrà liberato una volta che Naruto e Sasuke scioglieranno l'illusione.
Alcuni anni dopo la fine della guerra si sposerà con Temari dalla quale avrà un figlio, Shikadai, e diventerà consigliere del settimo Hokage Naruto, del quale sarà anche l'accompagnatore in un incontro fra Kage.

## Capacità ninja
In quanto membro del clan Nara Shikamaru è in grado di usare la Tecnica del controllo dell'ombra, tramite la quale può manipolarla a piacimento: nel corso del tempo migliora enormemente questa abilità, giungendo a renderla praticamente un'estensione del suo stesso corpo; in ogni caso il modo che sembra preferire è quello con cui, congiungendo la sua ombra con quella dell'avversario, riesce a immobilizzarlo o farlo muovere come desidera, costringendolo a imitare i suoi movimenti. Negli scontri con Tayuya e Hidan dimostra inoltre un'ottima velocità e agilità.
Al di là della tecnica prerogativa del suo clan, Shikamaru è noto soprattutto per la sua incredibile intelligenza: il suo maestro Asuma, per curiosità, gli fece fare un test sotto forma di gioco (comporre un cubo con dei pezzetti di legno) e da questo emerse che possiede un quoziente intellettivo di oltre duecento punti. Ha l'abitudine di unire le dita delle mani formando un cerchio e di chiudere gli occhi così da concentrarsi: in questo modo, dopo solo pochi minuti, è in grado di pensare a più di duecento strategie da usare e scegliere subito la più efficace, tanto che Asuma non è mai riuscito a batterlo nel gioco dello Shogi e suo padre Shikaku ci è riuscito solo in rare occasioni; la sua grande abilità analitica viene riconosciuta immediatamente anche da shinobi di alto livello come Kakashi, Kakuzu e Obito.

## Altri media

### Film tratti dalla serie
Shikamaru è uno dei personaggi più presenti in Naruto, sia nel manga che nell'anime. Appare anche in alcuni film; nel terzo film della serie Gekijōban Naruto: Daigekitotsu! Maboroshi no chitei iseki dattebayo, in cui aiuta i suoi compagni a sconfiggere il nemico di turno, e in un ruolo minore in Naruto Shippuden: L'esercito fantasma. Shikamaru appare anche nel terzo OAV dove, insieme a tutti i protagonisti, partecipa ad un torneo nel Villaggio della Foglia, perdendo contro Naruto.

### Videogiochi tratti dalla serie
Shikamaru appare anche in molti videogame tra i quali la serie di Naruto: Clash of Ninja e la serie di Naruto: Ultimate Ninja.
Nel videogioco Naruto: Clash of Ninja, Shikamaru fa la sua prima apparizione con l'aspetto della seconda serie.